# Campeonato Mineiro Segunda Divisão
De Campeonato Mineiro Segunda Divisão is het derde niveau van het staatskampioenschap voetbal van de Braziliaanse staat Minas Gerais. De competitie werd in 1961 opgericht. In die tijd groeide het aantal profclubs in de staat waardoor de eerste profklasse niet meer voldoende was. Aanvankelijk fungeerde de Segunda Divisão dus als tweede klasse. Nadat de competitie hervomr werd in 1994 en de eerste klasse gesplitst werd in de Módulo I en II werd de Segunda Divisão de derde klasse. 
Van 1935 tot 1932 was er ook een Série B als tweede klasse van het Campeonato Citadino de Belo Horizonte, dit was enkel toegankelijk voor clubs uit Belo Horizonte en kan gezien worden als de voorloper van de tweede divisie. 

## Naamswijzigingen
Als tweede divisie
- 1915-1932: Série B
- 1961-1968: Primeira Divisão de Profisionais
- 1969: Divisão de Acesso
- 1977-1978: Primeira Divisão de Profisionais
- 1981-1993: Segunda Divisão

Als derde divisie
- 1994-????: Segunda Divisão

## Overzicht kampioenen
- 1994 -  Guarani
- 1995 -  Social
- 1996 -  Ateneu
- 1997 -  Sete de Setembro
- 1998 -  Passos
- 1999 -  Ateneu
- 2000 -  Patrocinense
- 2001 -  Paraisense
- 2002 -  Tombense
- 2003 -  Uberaba
- 2004 -  Ituiutaba
- 2005 -  Democrata-GV
- 2006 -  Tombense
- 2007 -  Araxá
- 2008 -  Funorte
- 2009 -  Mamoré
- 2010 -  Nacional-NS
- 2011 -  Araxá
- 2012 -  Minas Futebol
- 2013 -  Nacional de Uberaba
- 2014 -  CAP Uberlândia
- 2015 -  Uberaba
- 2016 -  Tupynambás
- 2017 -  Ipatinga
- 2018 -  Coimbra
- 2019 -  Pouso Alegre
- 2020 -  Aymorés
- 2021 -  Uberaba
- 2022 -  North
- 2023 -  Mamoré

Bahia · Brasília · Ceará · Goiás · Minas Gerais · Pará · Paraíba · Paraná · Pernambuco · Rio de Janeiro · Rio Grande do Sul · Santa Catarina · São Paulo